# Chris Stenner
Christian „Chris“ Stenner (* 17. Juni 1971 in Mainz) ist ein deutscher Animator und Grafikdesigner.

## Leben
Stenner ging nach dem Abitur 1991 für drei Jahre nach Kenmare, Irland. An der Johannes-Gutenberg-Universität Mainz studierte er anschließend Ethnologie, Philosophie und Anglistik, brach das Studium jedoch ab. Er begann sich im Alter von 25 Jahren für Animation zu interessieren und schrieb sich 1998 an der Filmakademie Baden-Württemberg ein. Mit Arvid Uibel (1976–2000) schuf er im ersten Studienjahr den Kurzfilm Mann im Mond. Ende 1999 begannen beide mit Heidi Wittlinger im Rahmen ihres Studiums die Arbeit am teilweise computeranimierten Stop-Motion-Kurzfilm Das Rad. Sie arbeiteten mit einem Framegrabber, den sie nur für sechs Wochen zur Verfügung hatten und animierten den Film daher abwechselnd in Schichten. Als der Film vor der Postproduction stand, verstarb Uibel überraschend. Stenner und Wittlinger entschieden sich nach mehreren Monaten, den Film fertigzustellen. Die widmeten ihn Uibel mit der Zeile „für Arvid“. Das Rad war im Mai 2001 fertiggestellt. Stenner und Wittlinger wurden für den Film für einen Oscar in der Kategorie „Bester animierter Kurzfilm“ nominiert.
Stenner beendete sein Studium 2004. Er ist als freischaffender Animator und Grafikdesigner unter anderem für Trixter und Pixomondo tätig.

## Filmografie
- 1999: Mann im Mond
- 1999: Zeit spielt keine Spielchen
- 2001: Das Rad
- 2005: Corpse Bride – Hochzeit mit einer Leiche (Corpse Bride)
- 2006: Hui Buh
- 2008: Die Drachenjäger (Chasseurs de dragons)
- 2008: Hexe Lilli – Der Drache und das magische Buch
- 2009: Wickie und die starken Männer
- 2009: Ninja Assassin
- 2010: Percy Jackson – Diebe im Olymp (Percy Jackson & the Olympians: The Lightning Thief)
- 2010: Iron Man 2
- 2011: Hexe Lilli – Die Reise nach Mandolan
- 2011: Fast & Furious Five (Fast Five)
- 2011: Super 8
- 2011: Hugo Cabret (Hugo)
- 2012: Yoko
- 2012: Game of Thrones 2. Staffel

## Auszeichnungen (Auswahl)
- 2002: Spezialpreis der Jury und Special First Animation Award des Anima Mundi Animation Festivals für Das Rad
- 2002: Bester Studenten-/Abschlussfilm, Festival d’Animation Annecy für Das Rad
- 2002: Publikumspreis, Sweden Fantastic Film Festival, für Das Rad
- 2002: Hasso, Bunter Hund – Internationales Kurzfilmfest München, für Das Rad
- 2003: Oscarnominierung, Bester animierter Kurzfilm, für Das Rad